# Axinyssa djiferi
Axinyssa djiferi är en svampdjursart som beskrevs av Boury-Esnault et al. 2002. Axinyssa djiferi ingår i släktet Axinyssa och familjen Halichondriidae.
Artens utbredningsområde är havet utanför Senegal. Inga underarter finns listade i Catalogue of Life.